# Galium lovcense
Galium lovcense är en måreväxtart som beskrevs av Ivan Kiroff Urumoff. Galium lovcense ingår i släktet måror, och familjen måreväxter. Inga underarter finns listade i Catalogue of Life.